# Buensen
Buensen ist eine Ortschaft der Stadt Einbeck im südniedersächsischen Landkreis Northeim.

## Geografie
Das Dorf Buensen befindet sich im südlichen Teil der Stadt Einbeck etwas abgelegen am Fuße des Hundeberges und wird von der Kreisstraße 506 durchquert.

## Geschichte
Buensen, auch Buvensen, Bughenhusen und Buckenhusen genannt, lässt sich in schriftlicher Quelle bereits im Jahr 1142 nachweisen, als Gertrud dem Kloster Fredelsloh zwei Mansen schenkte. Im Jahre 1270 schenkten die Grafen von Dassel demselben Kloster 6,5 Hufen. Danach waren zwei Hufen bis 1307 im Lehensbesitz des Herzogs Heinrich von Braunschweig. 1885 schlossen sich die Bauern aus Buensen mit denen aus Drüber, Stöckheim, Sülbeck, Immensen und Wickershausen zur Molkereigenossenschaft Drüber zusammen und erbauten im darauffolgenden Jahr eine Molkerei in Drüber.

### Eingemeindungen
Im Zuge der Gebietsreform in Niedersachsen, die am 1. März 1974 stattfand, wurde die zuvor selbständige Gemeinde Buensen durch Eingemeindung zur Ortschaft der Stadt Einbeck.

### Einwohnerentwicklung
| Jahr      | 1910  | 1933  | 1939  | 1950  | 1956  | 1961   | 1970   | 1973  | 2010   | 2017   | 2021  |
| --------- | ----- | ----- | ----- | ----- | ----- | ------ | ------ | ----- | ------ | ------ | ----- |
| Einwohner | 105   | 75    | 73    | 184   | 127   | 122    | 102    | 84    | 87     | 75     | 69    |
| Quelle    | [ 7 ] | [ 8 ] | [ 8 ] | [ 9 ] | [ 9 ] | [ 10 ] | [ 10 ] | [ 1 ] | [ 11 ] | [ 12 ] | [ 2 ] |

|  |

## Politik

### Ortsrat
Der Ortsrat, der die Ortschaften Buensen, Dörrigsen, Iber und Strodthagen gemeinsam vertritt, setzt sich aus neun Ratsmitgliedern zusammen. Bei der Kommunalwahl 2021 ergab sich folgende Sitzverteilung:
- Wgem. Buensen, Dörrigsen, Iber, Strodthagen: 7 Sitze
- Einzelbewerber Marc Küchemann: 1 Sitz
- Einzelbewerber Ralf Schnepel: 1 Sitz

(Stand: Kommunalwahl 2021)

### Ortsbürgermeister
Der Ortsbürgermeister ist Alexander Stolte (WG).

### Wappen
Auf dem blauen Wappenschild liegen gekreuzt eine silberne Axt nach schräg oben rechts und eine goldene Ähre nach schräg oben links.